# VdB 142

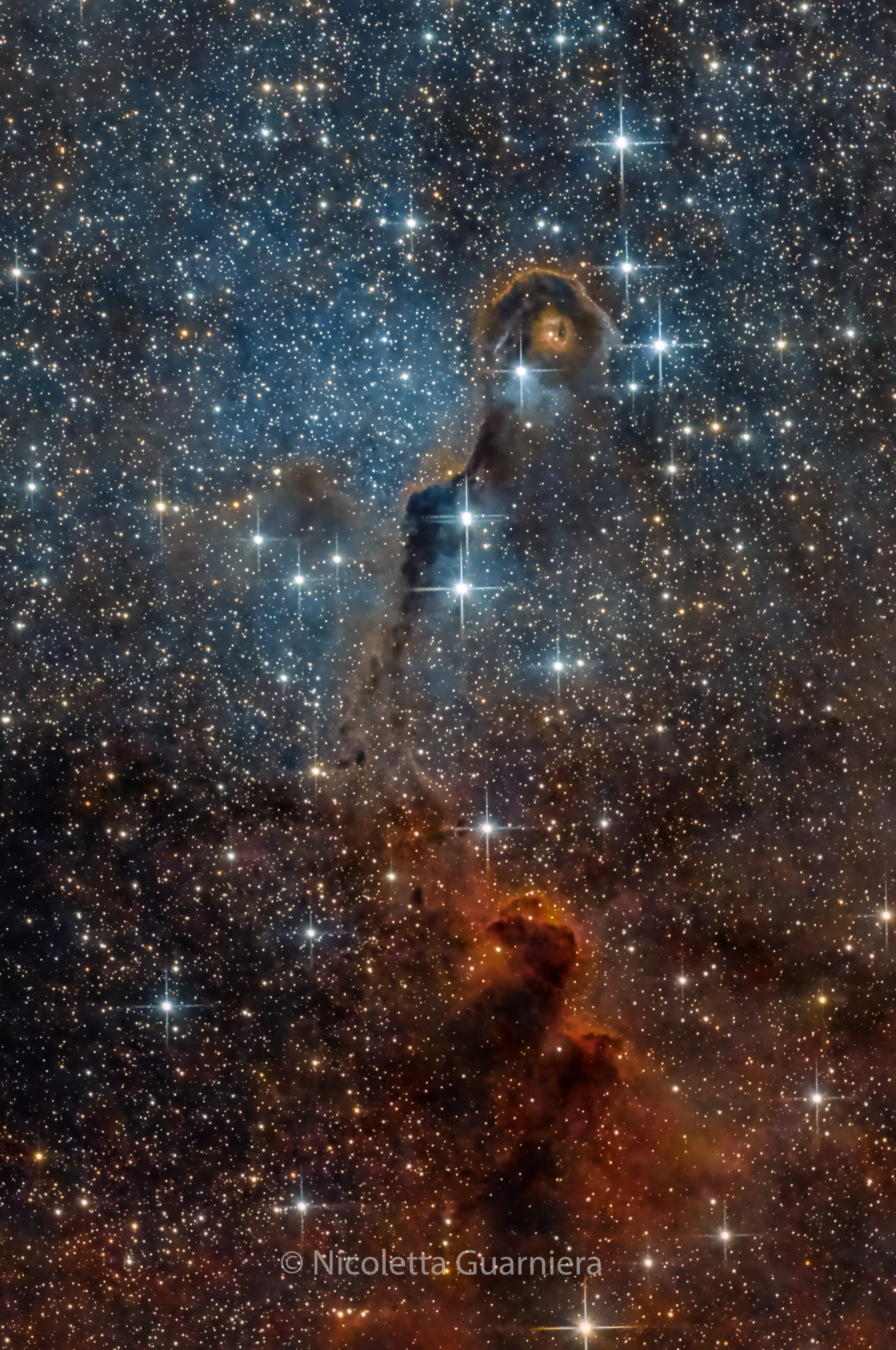

vdB 142 è una piccola nebulosa oscura, visibile nella costellazione di Cefeo.
Si individua verso l'area centrale del grande complesso nebuloso noto come IC 1396, pochi primi d'arco ad ovest dell'ammasso aperto associato alla nebulosa; nonostante le sue ridotte dimensioni, si evidenzia con una discreta facilità, a causa della sua profonda oscurità e per la sua forma, che le ha conferito il soprannome di Proboscide di Elefante. Trovandosi a declinazioni molto settentrionali, si presenta circumpolare dalla gran parte dell'emisfero boreale; tutt'attorno appare circondata da un campo stellare relativamente ricco, e la presenza della nebulosità diffusa di IC 1396 ne risalta ulteriormente la sua natura di nebulosa oscura. La scia scura è interrotta da due stelle di ottava magnitudine.